# 追憶のライラック
「追憶のライラック」（ついおくのライラック）は、東京スカパラダイスオーケストラの28枚目のシングル。2005年12月14日発売。発売元はcutting edge。

## 解説
- 「追憶のライラック」は歌モノ・シングル3部作の第1弾。ゲストボーカルはハナレグミ。
- ミュージック・ビデオが制作されており、監督は宮坂まゆみ。

## 収録曲
- 全編曲：東京スカパラダイスオーケストラ

1. 追憶のライラック (5:03)
作詞：谷中敦　作曲：沖祐市
2. Zero Fighter (3:34)
作曲：川上つよし
3. Silver Lining (3:30)
作曲：川上つよし
4. 追憶のライラック -Trumpet Dub- (5:07)

## 収録アルバム
追憶のライラック
- オリジナル『WILD PEACE』（2005年7月6日）
- ベスト『BEST OF TOKYO SKA 1998-2007』（2007年3月21日）
- オムニバス『オトコナキ』（2009年6月3日）
- ベスト『The Last』（2015年3月4日）
- ベスト『TOKYO SKA TREASURES 〜ベスト・オブ・東京スカパラダイスオーケストラ〜』（2020年3月18日）
- ベスト『NO BORDER HITS 2025→2001 〜ベスト・オブ・東京スカパラダイスオーケストラ〜』（2025年3月19日）

Zero Fighter
- ベスト『TOKYO SKA TREASURES 〜ベスト・オブ・東京スカパラダイスオーケストラ〜』（2020年3月18日） - ファンクラブ限定盤のみ

Silver Lining
- オムニバス『REGGAE with XMAS LOVERS』（2008年11月26日）
- ベスト『TOKYO SKA TREASURES 〜ベスト・オブ・東京スカパラダイスオーケストラ〜』（2020年3月18日） - ファンクラブ限定盤のみ

追憶のライラック -Trumpet Dub-
- オリジナル『Perfect Future』（2008年3月26日）